# Atesta apicalis
Atesta apicalis là một loài bọ cánh cứng trong họ Cerambycidae.